# 유 퀴즈 온 더 블럭의 에피소드 목록 (시즌 4)
아래는 tvN의 오락 프로그램인 《유 퀴즈 온 더 블럭》의 시즌 4 에피소드 목록이다.

## 에피소드 목록

### 2022년
| 회차 | 방송일    | 특집 제목            | 참여 인물                                                                                             | 비고 |
| ---- | --------- | -------------------- | --- | ---- |
| 163  | 10월 5일  | 한우물               | 하준우 (즐넘기 주니어 국가대표 선수), 김신욱 (라디오 작가), 김한민 (영화감독), 박은빈 (배우)          |      |
| 164  | 10월 12일 | 천의 얼굴            | 문상훈 (배우), 장원석 (영화제작프로듀서), 정나래 (지휘자), 소지섭 (배우)                              |      |
| 165  | 10월 19일 | 죽어야 사는 사람들   | 김결(방역사), 이혜리(가수 출신 배우), 김한겸(미라전문가·교수), 주호민(만화가 겸 작가)                 |      |
| 166  | 10월 26일 | 해가 서쪽에서 뜬다면 | 배유진(모델), 최원호(주식 고수), 진선규(배우), 이대호(야구인)                                         |      |
| 167  | 11월 9일  | 아는 만큼 보인다     | 폴김(교육인), 유홍준(대학교수·평론가), 이서진(배우)                                                   |      |
| 168  | 11월 16일 | 해내야죠             | 정윤(씨름선수), 오세연(영화감독), 이범식(교수), 유해진(배우)                                          |      |
| 169  | 11월 23일 | 신입사원             | 조혜송(네이버 신입개발자), 유택근(신입 타일자), 로이스 킴(구글 사원), 션(가수)                        |      |
| 170  | 11월 30일 | 나의 연구일지        | 남유진·배혜지·오요안나(기상캐스터), 김붕년(소아청소년정신과 의사), 손석구(배우)                       |      |
| 171  | 12월 7일  | 촛불 하나            | 박정하, 이동원(PD), god(음악 그룹)                                                                    |      |
| 172  | 12월 14일 | 어텐션               | 김상규(기장), NewJeans(음악 그룹), 손웅정(축구 감독)                                                  |      |
| 173  | 12월 21일 | 이게 되니?           | 오승훈(아나운서), 순창초 6학년 1반 학생들, 최수혁과 권하은, 김민재 & 황인범(축구 선수)                |      |
| 174  | 12월 28일 | 신과 함께            | 진명(불교 스님) & 김진(개신교 목사) & 차바우나(카톨릭 신부), 포레스텔라(음악 그룹), 조규성(축구 선수) |      |

### 2023년
| 회차 | 방송일    | 특집 제목                         | 참여 인물 | 비고  |
| ---- | --------- | --------------------------------- | --- | ----- |
| 175  | 1월 4일   | 내 인생의 한 장면                 | 서혜정 & 김진수 (부부 · 오둥이 가족), 주현서 & 국태익 (의정부고등학교 졸업생), 조정석 (배우)                                 |       |
| 176  | 1월 11일  | 인생 드라마                       | 김혜자 (배우), 저스트절크 (안무 그룹)                                                                                        |       |
| 177  | 1월 18일  | 빼앗진 인재                       | 페퍼톤스 (음악 그룹), 민병철 (교수· 사회기관단체인), 나종호 (심리학 박사), 이하늬 (배우)                                     |       |
| 178  | 1월 25일  | 라이벌전                          | 설채현 & 나응식 (수의사), 곽튜브 & 원지의 하루 (여행 크리에이터), 이성민 (배우)                                              |       |
| 179  | 2월 1일   | 세상에 그런 일이                  | 이명현 (천문학자), 김민정 & 조정식 (강사), 이따끔 (제주MBC 소속 기자), 정성일 (배우)                                         |       |
| 180  | 2월 8일   | 신이 아닌가                       | 데니스 홍 (로봇공학자), 장정민 (디자이너), 김성근 (야구 감독)                                                                |       |
| 181  | 2월 15일  | 비상                              | 이승훈 (종이비행기 국가대표), 승효상 (건축가), 임시완 (배우 겸 가수)                                                         |       |
| 182  | 2월 22일  | 천재와 싸워 이기는 법             | 정재일 (음악감독), 장미란 (전직 역도선수)                                                                                    | [ 5 ] |
| 183  | 3월 1일   | 위대한 유산                       | 장미란 (전직 역도선수), 정하랑 (최연소 어린이), 조진웅 (배우)                                                                |       |
| 184  | 3월 8일   | 괜찮아유                          | 박성희 (엑셀강사), 안세영 (배드민턴 선수), 김윤경 (광주 천원식당 대표), 최양락 (희극인)                                      |       |
| 185  | 3월 15일  | 내공:100                          | 황광희 (가수 & 방송인), 대한민국 긴급구호대, 추성훈 (이종격투기 선수)                                                        |       |
| 186  | 3월 22일  | lucky, happy, enjoy               | 이지선 (교수), 이도현 (배우), 조성진 (피아니스트)                                                                            |       |
| 187  | 3월 29일  | 명불허전                          | 경주 최부잣집, 전도연 (배우)                                                                                                 |       |
| 188  | 4월 5일   | 선을 넘는 사람들                  | 안드레스 알비올 (기관사), 이진아 (회계사 출신 경찰 수사관), 김영진 (한복 디자이너), 성시경 (가수)                            |       |
| 189  | 4월 12일  | 일당백                            | 한정숙 (국가대표 영양사), 윤수빈·장혜진 (서울대학교병원 약제부), 김희애 (배우)                                               |       |
| 190  | 4월 19일  | 영광의 시대                       | 이채운 (스노우보더), 이병헌 (영화 감독), 이제훈 (배우)                                                                       |       |
| 191  | 4월 26일  | 태양은 가득히                     | 홍연진 (아티스틱 스위밍 선수/태양의 서커스 코치), 궤도 (유튜버), 태양 (가수, 빅뱅)                                           |       |
| 192  | 5월 3일   | 생애 뜨거운 만남                  | 에픽하이 (힙합 그룹), 곽은진 & 이보미, 김소연 (배우)                                                                         |       |
| 193  | 5월 10일  | 일상의 히어로                     | 이유진 (수면의학센터장), 김수정 (만화가), 김우빈 (배우)                                                                      |       |
| 194  | 5월 17일  | 사생결단                          | 유준하 (축구 선수), 김소정 (PD), 류승범 (배우)                                                                               |       |
| 195  | 5월 24일  | 금희야 옥이야                     | 이동규 (모기 연구), 김환♥박두레 (부부), 강철원, 이금희 (방송인)                                                              |       |
| 196  | 5월 31일  | 모든 걸 걸고                      | 김우주 (댄스소년), 정동식 (축구심판), 김연경 (배구선수)                                                                      |       |
| 197  | 6월 7일   | 포기하지 마                       | 카리미 안왈 (대한외국인 사장), 문기호 (국군외상센터 중령), 엄정화 (가수, 배우)                                               |       |
| 198  | 6월 14일  | 러브 다이브                       | 강지호 & 이예주 (제주 한라중학교 3학년), 정우철, 김성면 & 나들 & 박승화 & 이정봉, 김병철 (배우)                              |       |
| 199  | 6월 21일  | 당신이 모르는 사이에              | 유세웅 & 손창현 (간호사), 콜린 크룩스 (주한영국대사), 이준혁 (배우)                                                          |       |
| 200  | 6월 28일  | 시절인연                          | 백남문 (신신예식장 대표), 김용만 (희극인), 김연아 (전 피겨스케이팅 선수)                                                     |       |
| 201  | 7월 5일   | 웬만해선 그들을 막을 수 없다      | 유창훈 (경정), 장한나 (지휘자), 박남규 (마약범죄수사대), 신구 (배우)                                                         |       |
| 202  | 7월 12일  | 위대한 발견                       | 김웬디 (6학년 씨름 선수), 이상엽 (기자), 정희원 (서울아산병원 노년내과 교수), 강기영 (배우)                                  |       |
| 203  | 7월 19일  | 열정 열정 열정                    | 한호용 (홈쇼핑 먹방 모델), 김현숙 (로큰롤), 정명원 (대구지검 상주지청장), 주현영 (배우)                                      |       |
| 204  | 7월 26일  | 해결사                            | 이정태 & 오은석 (긱블), 조병영 (교수), 남궁민 (배우)                                                                         |       |
| 205  | 8월 2일   | 너의 목소리가 들려                | 손상모 (우주망원경 과학연구소), 안대성 (발성 치료사), 임지연 (배우)                                                          |       |
| 206  | 8월 9일   | 그것만이 내 세상                  | 서러경 (복싱 챔피언 소아과 의사), 민시우 (제주 소년), 이병헌 (배우)                                                          |       |
| 207  | 8월 16일  | 대체불가                          | 띠예, 배수현 (치어리더), 허주행 (양봉 수의사), 김희선 (배우)                                                                 |       |
| 208  | 8월 23일  | 무장해제                          | 이대우 (형사), 상평초등학교 오색분교 전교생, 안젤라 센 (심리치료사), 정유미 (배우)                                           |       |
| 209  | 8월 30일  | 마지막 시그널                     | 조영민 (당뇨전문의 의사), 김휘우 (선플요정), 윤순진 (지구환경전문가 교수), 이준기 (배우)                                     |       |
| 210  | 9월 6일   | 세계를 흔들다                     | 천종원 (클라이밍 선수), 신은수 & 조용인 (테러레스 개발자), 김기효 & 박수용 (금박 장인 부부), 뷔 (방탄소년단)                 |       |
| 211  | 9월 13일  | 그날이 오면                       | 조선미 (교수), 김정민 & 김자희 (브로드웨이 샌드위치 가게를 운영 중인 부부), 강동원 (배우)                                    |       |
| 212  | 9월 20일  | 강한 자들                         | 김예빈 & 박지솔 & 홍연우 (리틀 K-타이거즈), 덱스 (UDT 출신의 유튜버), 서승호 & 조영석 (L타워 외벽작업 전문가), 김남길 (배우) |       |
| 213  | 9월 27일  | 추석특집                          | 윤도현 (가수), 박세리 (골프 선수 출신 감독)                                                                                  |       |
| 214  | 10월 11일 | 할 수 있다!                       | 이다슬 (성우), 오상우 (가정의학과 비만 전문의 교수), 황선우 & 김우민 & 이호준 & 양재훈 (수영 국가대표), 오정세 (배우)        |       |
| 215  | 10월 18일 | 쨍하고 해 뜰 날                   | 김성묵 (기상청 예보관), 구희아 (전국노래자랑 레전드), 김관우 (프로게이머), 신혜선 (배우)                                     |       |
| 216  | 10월 25일 | 실전은 기세다                     | 윤두연 (불꽃 디자이너), 유병재 & 유규선, 신유빈 (탁구 국가대표), 백승호 & 엄원상 & 송민규 (축구 국가대표)                    |       |
| 217  | 11월 1일  | 운명적 만남                       | 이효철 (학생) & 천애정 (어머니), 박진영 (JYP 엔터테인먼트 연예기획사 대표) & 방시혁 (하이브 연예기획사 대표)                 |       |
| 218  | 11월 8일  | 왕이 나타났다!                    | 김용만 (킴스비디오 대표), 이은영 & 김인환 (노래 잘하는 K 직장인), 서용상 (제과 제빵사), 최수종 (배우)                        |       |
| 219  | 11월 15일 | 슈퍼 세이브                       | 구철수 (선생님), 김하성 (야구 선수), 임수정 (배우)                                                                           |       |
| 220  | 11월 22일 | 온 힘을 다해                      | 서주향 (어름사니), 오지환 & 임찬규 (LG 트윈스), 유연석 (배우)                                                                |       |
| 221  | 11월 29일 | 내 눈앞에 나타나                  | 김지윤 (정치학자), 서영갑 (88세 보디빌더), 양영철 (해충박멸 전문가), 하지원 (배우)                                           |       |
| 222  | 12월 6일  | 뚝심                              | 이진형 (미국 스탠퍼드대 교수), 김록호 (WHO 과학부 국장), 안은진 (배우)                                                       |       |
| 223  | 12월 13일 | 가장 넓은 길은 언제나 내 마음속에 | 송태욱 (경위), 김정자 (2024년 대학수학능력시험 최고령 수험생), 박서준 (배우)                                                 |       |
| 224  | 12월 20일 | 산타클로스의 선물                 | 유의배 (신부), 이채현 & 김예화 (19세 예비 은행원), 이상혁 (프로게이머)                                                       |       |
| 225  | 12월 27일 | 해피엔딩                          | 서진규 & 조성아 (세계 최초의 주한 미군 모녀이자 최초의 하버드대 모녀 재학생), 김창옥 (소통 전문 강연가), 장나라 (배우)       |       |

### 2024년
| 회차 | 방송일   | 특집 제목                 | 참여 인물 | 비고 |
| ---- | -------- | ------------------------- | --- | ---- |
| 226  | 1월 3일  | 최고의 선택               | 이평화 (19살 5년 차 대장장이), 오승은 (대학수학능력시험 최초 만점자), 공효진 (배우)                          |      |
| 227  | 1월 10일 | 낭만의 시대               | 박학기 & 이정은 & 장현성 (배우), 이영림 (수의사), 김대호 (아나운서)                                          |      |
| 228  | 1월 17일 | 가족                      | 강지강 & 류의식 (예비 부부), 유연수 (전 축구 선수), 윤상 & 앤톤 (라이즈) (부자 지간), 박인비 & 남기협 (부부) |      |
| 229  | 1월 24일 | 파수꾼                    | 신영철 (중독 치료 전문의), 정소영 (복구 작업 총책임자), 김영옥 & 나문희 (배우)                               |      |
| 230  | 2월 7일  | 환상의 짝꿍               | 박은주 (이혼 전문 변호사), 정원표 & 정원준 & 정예지 & 정예림 (육군 4남매), 김원희 (방송인)                   |      |
| 231  | 2월 14일 | 인생은 고고싱             | 신규돌 (안내견 훈련사), 최민식 (배우)                                                                        |      |
| 232  | 2월 21일 | 문이 열리네요             | 강지영 (아나운서), 김승주 (일등항해사), 박신양 (배우)                                                        |      |
| 233  | 2월 28일 | 넝쿨째 굴러온             | 이동귀 (심리학과 교수), 티모시 샬라메 & 젠데이아 (배우), 김남주 (배우)                                       |      |
| 234  | 3월 6일  | 인생은 팔당터널           | 유태오 (배우), 정민수 (대한민국 최연소 이장), 류승룡 (배우)                                                  |      |
| 235  | 3월 13일 | 마이 데스티니             | 김민영 (아시아 태평양 콘텐츠 총괄), 김옥란 (사랑의 밥차), 김수현 (배우)                                      |      |
| 236  | 3월 20일 | 기묘한 이야기             | 최윤아 (유재석 닮은꼴 소녀), 장재현 (영화 감독), 기안84 (만화가)                                             |      |
| 237  | 3월 27일 | 비밀병기                  | 유효진 & 김다희 (대한민국 최초 여군 잠수함 승조원), 정승제 (일타 강사), 이경규 (방송인)                      |      |
| 238  | 4월 3일  | 거침없이 하이킥           | 김경식 (개그맨), 정현영&이은선 (동시 통역사), 이순재 (배우)                                                  |      |
| 239  | 4월 10일 | 우리들의 블루스           | 박지환 (배우), 유재철 (장례지도사), 유한나 (노량진 수산시장의 최연소 사장님)                                 |      |
| 240  | 4월 17일 | 우리들의 행복한 시간 특집 | 강희선 (성우), 송영관&오승희 (동물 사육사), 거스 히딩크 (축구감독)&얍판 츠베덴 (지휘자)                      |      |
| 241  | 4월 24일 | 나는 행복합니다           | 김선란 (요쿠르트 판매왕), 김태균 (야구해설 위원), 최양락 (희극배우), 김석훈 (배우)                           |      |
| 242  | 5월 1일  | 만개                      | 정영선 (조경가), 빠니보틀 (여행 크리에이터), 박성훈 (배우)                                                   |      |
| 243  | 5월 8일  | 가족                      | 황상준 (음악감독), 김미경 (배우)&전배수 (배우), 차은우 (ASTRO 맴버, 가수 및 배우)                            |      |
| 244  | 5월 15일 |                           | |      |
| 245  | 5월 22일 |                           | |      |
| 246  | 5월 29일 |                           | |      |
| 247  | 6월 5일  |                           | |      |
| 248  | 6월 12일 |                           | |      |
| 249  | 6월 19일 |                           | |      |
| 250  | 6월 26일 |                           | |      |